# Litesound
Litesound är en belarusisk musikgrupp, bildad år 2005 i Minsk. Gruppen består av fem medlemmar som kommer från Belarus, Ryssland och Italien. De representerade Belarus vid Eurovision Song Contest 2012 i Baku i Azerbajdzjan med sin låt "We Are the Heroes".

## Karriär
Grunden till gruppen började redan år 2002 av bröderna Dmitrij och Vladimir Karjakin som en akustisk duett. De har vunnit flera priser och gjort flera framträdanden vid internationella sångtävlingar, bland annat i Ryssland, Italien, Kina och USA. Vintern 2004 tog de in två nya medlemmar, Sergej Hrinko och Mario Hulinskij. De har deltagit i Belarus nationella uttagning till Eurovision Song Contest fem gånger, bland annat år 2006 och 2007, samt 2008 då de kom närmast med en andra plats. Deras låtar har placerat sig bra på musiklistorna i Belarus. Albumet Going to Hollywood var det bästa säljande albumet i hela Belarus år 2009. De kom på sjätte plats i musiktävlingen New Wave 2010 där de representerade Belarus med sina låtar "Amazed", "Mama" och "Lutjsjve".

## Eurovision Song Contest 2012
Gruppen deltog i EuroFest 2012, Belarus nationella uttagning till Eurovision Song Contest 2012, med låten "We Are the Heroes" som skrevs av bröderna Karjakin själva. De tog sig vidare från semifinalen den 21 december 2011 tillsammans med fyra andra bidrag. Den 14 februari 2012 kom de på andra plats i finalen efter Aljona Lanskaja med sin låt "All My Life". Den 24 februari meddelade BTRC att Litesound skulle ta Lanskajas plats som landets representant i Baku. De framförde låten den 24 maj i den andra semifinalen men lyckades inte ta sig vidare till finalen.

## Medlemmar

### Nuvarande
- Dmitrij Karjakin (sång)
- Vladimir Karjakin (gitarr)
- Jacopo Massa (sång)
- Alex Kolchin  (gitarr)
- Ignat Yakovich (trummor)

### Tidigare
- Sergej Hrinko (trummor)
- Mario Hulinskij (bas)

## Diskografi

### Album
- 2010 - Going to Hollywood

### Singlar
- 2010 - "Solo per te"
- 2011 - "We Are the Heroes"
- 2015 - "Give Me Your Hand (Endast På YouTube)
- 2015 - "A Million Voices(Polina Gagarina Cover)(Endast På YouTube)
- 2017 - "The Whole World"